# Jean-Marie Bouissou
Pour les articles homonymes, voir Bouissou (homonymie).
Jean-Marie Bouissou, né en 1950, est un historien français, spécialiste du Japon contemporain.

## Biographie
Jean-Marie Bouissou a effectué ses études secondaires au Lycée Champollion (Grenoble), puis au Lycée Jacques Decour (Paris). Il a ensuite préparé le concours de l’École Normale Supérieure au Lycée Louis-le-Grand, et y est admis en 1968.
À la fin de sa première année à l’ENS, il entreprend avec Olivier Roy et Philippe Roger un voyage dont ils avaient rêvé ensemble à Louis-le-Grand. Leur but initial était d’aller sur le terrain de la Guerre du Dhofar (1964-1976). Faute d’y parvenir, ils pérégrinent dans les deux Yémen, passent en Inde, puis regagnent l’Europe sur des camions, en bus et en auto-stop à travers le Pakistan, l’Afghanistan, l’Iran et la Turquie. À ce jour, les voyageurs ont publié ou dirigé pas moins de 49 livres à eux trois.
Après sa sortie de l'École normale supérieure (Paris) en 1973, Jean-Marie Bouissou enseigne l'histoire au lycée d'Argenteuil et publie en 1974 son premier ouvrage, Seigneurs de guerre et officiers rouges. La révolution chinoise, 1924-1927. En 1975, il est nommé au Lycée français de Tokyo (1975-1979). Il enseigne ensuite dans diverses universités japonaises, dont l'Université nationale de Tokyo, et publie ses premiers travaux sur la politique et l’économie politique du Japon contemporain. Il est chercheur pensionnaire à la Maison franco-japonaise (Tokyo, 1982-1984), puis directeur de l'Institut franco-japonais du Kyushu (Fukuoka, 1984-1989).
En 1990, il entre à Sciences Po, au Centre d’Études et de Recherches Internationales (CERI). Il poursuit ses recherches et son enseignement à Sciences-Po jusqu’en 2016. Il a aussi enseigné à l’INALCO, à l’Université Paris 7, à l’Institut Français de la Mode et au Centre Franco-japonais de Management (Université Rennes-1).
En 2013, il retourne vivre et travailler à Tokyo, en qualité de représentant de Sciences Po au Japon.

## Travaux
À partir de l’histoire et de la vie politique du Japon contemporain, ses travaux se sont étendus d’ouvrage en ouvrage à des aspects très différents de la société (de la mafia yakuza au système médiatique, de la condition féminine au système éducatif…), portant sur les mentalités collectives et le système de valeurs, la culture populaire (particulièrement le manga, qu'il a été l'un des premiers à étudier au niveau universitaire), celle du luxe, mais aussi la géopolitique, la diplomatie, les problèmes de sécurité.
Il a écrit sept ouvrages personnels, en a dirigé quatre, co-écrit quatre, et publié environ 150 articles. Il a collaboré à France-Japon Eco (1987-1995), au supplément économique du Monde (1991-1994), et aujourd’hui à Ouest France.
Il a créé et dirigé aux Éditions Philippe Picquier la collection « L’Asie immédiate ».
Il  a été membre du comité de rédaction de The Pacific Review, Pacific Affairs, corédacteur en chef de Critique internationale, responsable pédagogique de l’European Training Programme Japan (Communauté Européenne) et membre fondateur de l’Association franco-japonaise de science politique.
Ses travaux ont reçu le soutien de nombreux organismes japonais, dont la Fondation du Japon et la Fondation franco-japonaise Sasakawa.

## Publications

### Ouvrages
- 100% Japon : Découvrir et comprendre en 546 images, Arles, Philippe Picquier, 2021, 430 p.
- Les leçons du Japon. Un pays très incorrect, Paris, Fayard, 2019, 449 p.[2]
- Géopolitique du Japon, Paris, PUF, 2014, 196 p.[3]
- Manga. Histoire et univers de la bande dessinée japonaise, Arles, Philippe Picquier, 2010 ; éditions actualisées 2012, 2014 et 2017, 477 p. (traduction en italien)[4].
- Quand les sumos apprennent à danser. Le nouveau modèle japonais, Paris, Fayard, 2003, 635 p.[5]
- Le Japon depuis 1945, Paris, Armand Colin, 1992 ; rééd. 1997 (traductions en anglais et italien).
- Seigneurs de guerre et officiers rouges. La révolution chinoise, 1924-1927, Paris, Mame, 1974.

### Ouvrages en collaboration
- La Démocratie en Asie (Chine, Inde, Japon), coécrit avec Guibourd Delamotte, Chloé Froissard, Gilles Verniers, Arles, Éditions Picquier, 2015, 160 p.
- Internet en Asie (Chine, Corée du Sud, Japon, Inde), coécrit avec Karyn Poupée, Séverine Arsène, Alexandra Soulier, Ingrid Therwath, Arles, Éditions Picquier, 2013, 163 p.
- Japon, le renouveau, coécrit avec Evelyne Dourille-Feer et Kazuhiko Yatabe, Paris, La Documentation Française, 2002, 189 p.
- Japon, le déclin ?, coécrit avec Éric Seizelet et François Gipouloux, Paris, Complexe, 1995.
- L’Expansion de la puissance japonaise, coécrit avec Guy Faure et Zaki Laïdi, Paris, Éditions Complexe|Complexe, 1992.
- Japon. Le consensus, mythe et réalités, Economica, 1985.

### Direction et codirection d'ouvrages
- Esthétiques du quotidien au Japon, Paris, Éditions du Regard, Institut Français de la Mode, 2010, 2014.
- Le Japon contemporain, Paris, Fayard, 2007.
- Après la crise… Les économies asiatiques à la croisée des chemins, codirection avec Diana Hochraich et Christian Milelli, Karthala, 2003.
- L’Envers du consensus. Les conflits et leur gestion dans le Japon contemporain, Paris, Presses de Sciences Po, 1996.

### Direction de numéros spéciaux de revue
- Journal of International and Strategic Studies. Centre d’Etude et de Recherches Internationales et Stratégiques, Bruxelles. Numéro spécial Japon. Février 2011.
- Critique Internationale. "La globalisation culturelle."  n°38, janvier 2008.
- AGIR, Revue générale de stratégie, "Vers un renouveau japonais ?", n°17, mars 2004.
- Revue française de science politique, "L’Italie et le Japon aujourd’hui : deux démocraties ‘hors normes’ à l’épreuve de la crise", avec Marc Lazar, Vol. 51-4, août 2001.
- Études internationales (Université Laval, Québec), "La politique étrangère du Japon : au-delà du réalisme ?", Vol.30-1, mars 1999.
- Futuribles, "Regards prospectifs sur le Japon", n° 216, janvier 1997.
- Pouvoirs, "Le nouveau Japon", n° 71, hiver 1994.